# Hellemmes-Lille
Cet article possède des paronymes, voir Helem, Hellem et LM.
Hellemmes-Lille, généralement appelée Hellemmes (Hellem en flamand), est une ancienne commune française du département du Nord  qui a le statut de commune associée depuis sa fusion avec Lille en avril 1977. Sa population s'élevait, en 2013, à 18 492 habitants. En 2023, la commune comptait environ 17 633 habitants, ce qui en fait la commune la plus attractive du secteur, aux côtés de sa grande sœur lilloise et le renouvellement de la population en est une illustration significative.
Elle est desservie par les stations du métro de Lille Métropole : Mairie d'Hellemmes et Square Flandres.

## Géographie
Hellemmes est située à l'est de Lille et a une superficie de 334 hectares. Elle est comprise entre les communes de Lille, Ronchin, Lezennes, Villeneuve-d'Ascq (Annapes et Flers-lez-Lille) et Mons-en-Barœul.
Administrativement, elle faisait partie de la châtellenie de Lille. L'altitude de la ville varie de 26,50 à 30 mètres.

### Le courant Maître-David
Hellemmes est une commune qui était traversée par le courant Maître-David, un ruisseau passant à la limite de la commune (à la Guinguette où l'on constate que le tracé n'est pas rectiligne), dans les rues Jacquard et Étienne-Dolet.
Selon un mémoire du XVIIe siècle, le fossé aurait été établi pour détourner les eaux sauvages qui descendaient de Ronchin et Faches et se déversaient dans les fossés de Lille, les faisant déborder. Ces eaux se déversèrent dans les marais de Flers, par le fossé partant de "la porte des Malades" actuelle porte de Paris jusqu'à proximité de la ferme de Quiquempois (à Flers).
En 1571, un marché fut conclu entre la ville de Lille et les manants propriétaires des terrains au travers desquels le fossé devait passer. Le total des terres acquises s'éleva à 1 bonnier 15 cents 7 verges 9 pieds pour la somme de 2004 livres, en ajoutant les indemnités pour les semailles.
En 1572, les manants de Flers, trouvant que les eaux occasionnaient des dégâts, demandèrent au magistrat de Lille de la continuer jusqu'à la Marque (rivière). Quelques terres furent acquises, mais sans suite.
Une nouvelle demande fut donc présentée au magistrat en 1629. Un accord définitif fut signé le 26 juillet 1630 entre le bailli d'Annappes et le magistrat. Le percement et l'entretien du fossé furent cause de nombreux conflits entre 1571 et 1779.
Au début de 1738, une enquête fut ouverte par le magistrat de Lille pour étudier l'utilité de ce fossé, ce qui, semble-t-il, fut confirmé. Ce n'est qu'en 1779 que le magistrat décida de vendre les terrains, sans pour autant supprimer le courant. Quelques années plus tard, le fossé n'allait plus que de la Guinguette à Hellemmes, jusqu'aux environs du lac Saint-Jean à Villeneuve-d'Ascq. À présent, il n'existe plus.
Un second fossé, le Becquerel, venait de Mons-en-Barœul par l'actuelle rue du Becquerel, et passait par les rues Jacquart et Étienne-Dolet. Il apparaît donc que ces courants prenaient, au moins en partie, le même chemin ; parfois, leurs noms sont confondus.
Un petit pont enjambant un filet d'eau se trouvait dans le parc de la mairie. C'est à tort que la rumeur publique y voit un ruisseau : il s'agissait des eaux pluviales de l'immeuble industriel adjacent qui desservaient le jardin d'agrément.

## Histoire
Elle s'appelait autrefois Hellemmes-lez-Lille.
Entre 1896 et 1932, une ligne de chemin de fer de 32 km est développée entre la commune et Saint-Amand-les-Eaux.

## Heraldique
| Blason de Hellemmes-Lille | Blason  | "De vair."                              |
| Blason de Hellemmes-Lille | Détails | En forme d'écu francais du XIIIe siècle |

## Administration
Hellemmes est une commune associée à Lille depuis 1977. À ce titre, elle dispose d'un conseil consultatif présidé par un maire délégué, adjoint de droit au maire de Lille. Des membres de ce conseil siègent également au conseil municipal de Lille. Le maire délégué est Franck Gherbi depuis le 27 novembre 2017. Frédéric Marchand, ancien membre du PS, est devenu sénateur LREM et, frappé par le cumul des mandats, a dû céder son fauteuil de maire. Lui-même avait succédé le 27 septembre 2012 à Gilles Pargneaux, devenu député européen.

### Élections municipales

#### 2020
Le premier tour des élections municipales de 2020 se déroule le 15 mars. Le confinement lié à la pandémie de Covid-19 retarde de trois mois la tenue du second tour, qui a lieu le 28 juin. Celui-ci se solde par une quadrangulaire, comme cinq autres communes du département du Nord.
Résultats du second tour des élections communales du 28 juin 2020 :
- Ensemble réinventons Hellemmes Franck Gherbi (PS-PC et personnalités) 39,28 %  24 élus
- Hellemmes verte Simon Jamelin (EELV) 34,71 %                                 6 élus
- Faire respirer Hellemmes Florian Thieffry (LREM)  15,53 %                 2 élus
- Décider pour Hellemmes Lucas Fournier (LFi) 10,48 %                       1 élu

#### 2014
Résultats du premier tour des élections communales du 23 mars 2014 :
- Parti socialiste 23,47 %
- Front national 21,96 %
- UMP-UDI 16,57 %
- Les Gens d'Hellemmes 14,71 %
- Front de gauche 12,06 %
- Les Verts 11,24 %

Résultats du second tour des élections communales du 30 mars 2014 :
- Union de la gauche 38,23 %
- Front national 27,53 %
- Les Gens d'Hellemmes 17,33 %
- UMP-UDI 16,91 %

#### 2008
Résultats du premier tour des élections communales du 9 mars 2008 :
- Partis socialiste et communiste 51,2 % (21 sièges)
- Les Gens d'Hellemmes 24 % (4 sièges)
- UMP 14 % (2 sièges)
- Les Verts 10,8 % (1 siège)

#### 2001
Résultats du premier tour des élections communales de mars 2001 :
- Les gens d’Hellemmes, 18,68 %
- Front national, 15,41 %
- Parti socialiste - liste Bernard Derosier, 38,48 %
- Les Verts, 12,91 %
- UDF - liste Danièle Mésans, 8,08 %
- Liste RPF, 8,95 %.

Conseil consultatif élu le 18 mars 2001 (33 sièges) :
- La Gauche Plurielle pour Hellemmes (43,77 %, 24 sièges, dont 12 PS, 6 PCF, 6 Verts) : 1. Bernard Derosier, 2. Gilles Pargneaux, 3. Evelyne Redlich, 4. Frédéric Marchand, 5. Martine Carlier, 6. Claire Dhelin, 7. Ludovic Coupin, 8. Thierry Fontaine, 9. Roger Maly, 10. Mireille Jarry, 11. Marcelle Marcellis, 12. Marie Pieroni-Tournier, 13. Jean-Luc Lietart, 14. Sylvanna Cauchy, 15. Patrick Redoute, 16. Yves Boucher, 17. Michèle Loire, 18. Virginie François, 19. Yves Thiery, 20. Stéphanie Freulon-Maucourant, 21. Chantal Guilbert, 22. Bernard Vanbelle, 23. Régine Leseutte, 24. Daniel Boulagnon.
- Les Gens d’Hellemmes[9] (liste apparentée aux Motivé-e-s[10] ; 36,77 %, 6 sièges) : 1. Nabil El Haggar, 2. Robert Rapilly, 3. Anne Lefevre, 4. Patrice Vandemæle, 5. Christiane Vernay, 6. Étienne Dubron (après retrait de Jacqueline Deville en septembre 2005).
- Hellemmes sécurité (FN ; 19,45 %, 3 sièges) : 1. Anne Coolzæt, 2. Pierre Lestienne, 3. Françoise Coolzæt.

## Jumelages
Hellemmes-Lille est jumelée avec Chaudfontaine depuis 1998.

## Les maires
À la suite du décret du 31 décembre 1789, les premières élections municipales ont lieu le 11 février 1790.

### Président
- Hubert François Martin, curé d'Hellemmes

### Scrutateurs
- Jacques Bury,
- André Leleu.

### Composition du premier conseil municipal
- Maire
  - Michel Archange Desfontaines
- Municipaux (adjoints)
  - Jean Baptiste Delobel,
  - Louis Joseph Monnet,
  - Charles Hallez.
- Notables (conseillers)
  - Louis Joseph Delemasures,
  - Simon Castel,
  - François Tesse,
  - Théodore de Lattre,
  - Romain Despinoy,
  - Denis Beghin.
- Procureur
  - François Brocart.

Les noms des lieutenants et échevins d'Hellemmes nous sont pratiquement inconnus. Cependant, à travers divers actes, des noms apparaissent :
- André François Leclerc, fils de Pierre et de Barbe Deflandre, né à Hellemmes le 18 mars 1709, mort à Hellemmes le 19 juin 1792, époux de Marie Marguerite Marsaux, cité comme journalier puis sergent d'Hellemmes.
- Louis Joseph Samain, né à Hellemmes le 22 septembre 1735, marié à Fives le 25 janvier 1763 avec Marie Anne Cordonnier, cité lieutenant et bailli d'Hellemmes.
- André François Leclerc, fils des précédents, né à Hellemmes le 12 décembre 1742, marié à Fives le 2 juin 1767 avec Séraphine Gallois, cité comme sergent des Dames de l'Abiette.
- Simon Joseph Samain, né à Hellemmes le 29 décembre 1715, mort à Hellemmes le 19 août 1779, marié à Hellemmes le 30 août 1756 avec Marie Jeanne Destombes, clerc d'Hellemmes pendant quarante-sept ans et lieutenant d'Hellemmes pendant neuf ans.
- Jacques François Lescroart, né à Esquermes vers 1742, mort à Hellemmes le 23 janvier 1789, marié à Hellemmes le 12 mai 1772 avec Marie Barbe Tesse, sergent garde de la paroisse d'Hellemmes.
- Josse Joseph Delobel, cité échevin vers 1740.
- Jacques Desfontaines, aurait été échevin vers 1770.
- Michel Archange Desfontaines, échevin à la veille de la Révolution.

La classe dirigeante, dès lors constituée de fermiers agissant en leur propre nom, non pas systématiquement issus d'anciennes familles hellemmoises, continue à tenir les rênes de la Commune pour près d'un siècle. Citons :
- Michel Archange Desfontaines : le patronyme existe déjà connu à Hellemmes en 1449.
- Jacques Bury, charretier et laboureur, né à Tournai vers 1716, se marie à Hellemmes le 10 janvier 1758 avec Catherine Thérèse Dupire, veuve de Ignace Lerouge, fille de Jean Martin et de Marie Thérèse Flambremont. Il ne laisse aucune descendance masculine.
- Louis Joseph Monnet est fils de Jean Charles, censier à Fretin et de Marie Anne Joseph Lefebvre, de Ronchin. Il meurt, apparemment célibataire, le 10 mars 1816 à Hellemmes. C'est un neveu du Pierre Joseph qui a participé au rachat de l'église Saint-Denis.
- Charles Joseph Hallez, maître charpentier, né à Wambrechies, meurt à Hellemmes le 16 avril 1818, fils de Charles Joseph et de Angélique Meurisse, se marie le 21 juin 1785 à Hellemmes avec Catherine Thérèse Dupire, fille de Pierre Joseph et de Catherine Mélanie Dubus. C'est peut-être un descendant de Jacques, marié avec Catherine Delemasure, vivant à Hellemmes en 1682.
- La famille Tesse est connue à Hellemmes depuis 1643 avec Jérôme, fils de François et de Simone Montaigne. Le François (Joseph), conseiller en est un descendant. Il se marie le 29 juillet 1783 avec Marie Rose Nathalie Brocart, fille de Adrien et de Marie Rose Delemar, mariage pour lequel est accordée une dispense de consanguinité des troisième au quatrième degrés.
- Théodore Delattre, meunier et cultivateur, né à Lompret, mort à Hellemmes le 30 ventose XII, est marié avec Augustine Marguerite Joseph Willoquez, de Lesquin. Un descendant de ce couple, Alfred, percera la rue du même nom.
- Romain Despinoy est un descendant de Jacques et de Jossine Rego dont le fils aîné se marie à Hellemmes en novembre 1706. Romain Joseph, né à Hellemmes le 30 août 1759, y décédé le 23 avril 1792, s'est marié à Hellemmes le 8 juillet 1787 avec Marie Thérèse Martinache, de Bachy.

Après la Révolution de 1789, le conseil municipal était élu par un collège électoral censitaire. Toutes les fonctions publiques étaient ainsi soumises à élection, à l'exception du maire, nommé par le commissaire de la République.
En 1831, le conseil municipal est élu pour six ans, renouvelable par moitié tous les trois ans. En 1885, il est élu pour cinq ans. En 1884, il est élu pour quatre ans.
La loi du 10 avril 1929 fixe la durée du mandat des conseillers municipaux à six ans et au suffrage universel. Le nombre de conseillers ainsi que le mode d'élection (avec ou sans panachage) varie suivant le nombre d'habitants de la commune. Le maire et les adjoints sont élus par le conseil municipal majoritaire à trois tours. Actuellement[Quand ?], la loi électorale appliquée est dite à la proportionnelle.

### Liste des maires
| Période          | Période          | Identité                                           | Étiquette         | Qualité |
| ---------------- | ---------------- | -------------------------------------------------- | ----------------- | --- |
| 1790             | 1792             | Michel Archange Desfontaines, censier de l'Abiette |                   | |
| 1792             | 1797             | Jean Baptiste Corsin                               |                   | |
| 1797             | 1800             | Jean Baptiste Lerouge                              |                   | |
| 1800             | 1801             | Jean Baptiste Corsin                               |                   | Élu pour la seconde fois |
| 1801             | 1803             | Jean Baptiste Castel                               |                   | |
| 1803             | 1805             | Desfontaines                                       |                   | |
| 1805             | 1837             | Isidore Ducatillon                                 |                   | Fermier Suspendu par arrêté préfectoral du 2 août 1837                                                                             |
| 1837             | 1843             | Henri Wery                                         |                   | |
| 1843             | 1843             | Jean Baptiste Samain                               |                   | |
| 1843             | 1847             | Henri Salembier                                    |                   | Démissionnaire |
| 1847             | 1850             | Émile O'Delant                                     |                   | Nommé maire provisoire par arrêté préfectoral du 3 avril 1848                                                                      |
| 1850             | 1852             | Jean-Baptiste Ghesquières                          |                   | |
| 1852             | 1860             | Émile O'Delant                                     |                   | |
| 1860             | 1865             | Jean-Baptiste Monnet                               |                   | |
| 1865             | 1876             | Jean-Baptiste Ghesquières                          |                   | |
| 1876             | 9 septembre 1881 | Nicodème Vrasse                                    |                   | Démissionnaire en raison de son départ pour Cambrai                                                                                |
| 1881             | 1881             | Toussaint Decalonne                                |                   | Maire par intérim par arrêté préfectoral du 6 octobre 1881                                                                         |
| 20 décembre 1881 | 1881             | Alfred Lecocq                                      |                   | Refuse immédiatement le poste |
| 1881             | 1888             | Nestor Castel (1838-1911)                          |                   | |
| 1888             | 1889             | Auguste Bernard                                    |                   | Décédé en fonction |
| 1889             | 1896             | Gustave Engrand                                    |                   | Cabaretier |
| 1896             | 1904             | Marcelin Krebs                                     |                   | Mouleur |
| 1904             | 1912             | Oscar Fanyau                                       |                   | |
| 1912             | 1917             | Joseph Hentgès                                     | SFIO puis PC-SFIC | Employé de chemin de fer et marchand ambulant Conseiller général de Lille-Est (1913 → 1925) Suspendu par l'autorité allemande      |
| 1917             | 1918             | Albert Delesalle                                   |                   | Premier adjoint |
| 1918             | 1925             | Joseph Hentgès                                     | PC-SFIC           | Employé de chemin de fer et marchand ambulant Conseiller général de Lille-Est (1913 → 1925)                                        |
| 1925             | 1944             | Désiré Therby (1879-1950)                          | SFIO              | Employé de chemin de fer Conseiller général de Lille-Est (1934 → 1937)                                                             |
| 1944             | 1945             | Gérard Clay                                        |                   | Président de la délégation municipale                                                                                              |
| 1945             | octobre 1947     | Henri Hentgès (1902-1973, fils de Joseph Hentgès)  |                   | Géomètre |
| octobre 1947     | mars 1977        | Arthur Cornette                                    | SFIO puis PS      | Directeur d'école puis de CEG Député du Nord (4e circ.) (1962 → 1968 et 1973 → 1978) Conseiller général de Lille-Est (1952 → 1973) |

### Liste des maires délégués
| Période        | Période        | Identité          | Étiquette  | Qualité |
| -------------- | -------------- | ----------------- | ---------- | --- |
| avril 1977     | mars 1983      | Arthur Cornette   | PS         | Directeur de collège d'enseignement général Député du Nord (4e circ.) (1973 → 1978) Ancien maire d'Hellemmes |
| mars 1983      | mars 2001      | Bernard Derosier  | PS         | Instituteur Adjoint au maire de Lille Député du Nord (4e puis 2e circ.) (1978 → 1986 et 1988 → 2012) Député du Nord (1986 → 1988) Conseiller général de Lille-Est (1973 → 2011) Président du conseil général (1985 → 1992 et 1998 → 2011) Démissionnaire |
| mars 2001      | septembre 2012 | Gilles Pargneaux  | PS         | Député européen (2009 → 2019) Démissionnaire |
| septembre 2012 | novembre 2017  | Frédéric Marchand | PS puis EM | Sénateur du Nord (2017 → 2023) Adjoint au maire de Lille (2001 → 2012) Conseiller général de Lille-Est (2011 → 2015) Vice-président du conseil général (2011 → 2015) Conseiller départemental de Lille-3 (2015 → 2017) Démissionnaire                    |
| novembre 2017  | En cours       | Franck Gherbi     | PS         | Cadre de la fonction publique Réélu pour le mandat 2020-2026 |

## Transports
- Ce site est desservi par les stations de métro Mairie d'Hellemmes et Square Flandres.
- Cette ville est desservie par les lignes 18, C9, N1 et 926 du réseau Ilévia.
- Au 23 octobre 2019, une station Citiz est en place dans la commune, pour effectuer de l'autopartage.
- La halte Mont-de-Terre accessible par la rue Danton est située à Hellemmes.

## Lieux et monuments

### L'Église Saint-Denis-d'Hellemmes
En l'état actuel, elle est composée de deux parties :
- D'un clocher daté du XVe siècle, inscrit à l'inventaire des Monuments Historiques en 1929.
- Des nefs néogothiques, construites de 1871 à 1879 par Charles Leroy, l'architecte de la cathédrale Notre-Dame de la Treille, et des églises voisines de Notre-Dame de Fives ainsi que de Saint-Maurice des Champs.

L'église primitive et son histoire :
1517 est l'année généralement admise comme étant celle de la construction de la première véritable église d'Hellemmes. Il est possible de faire le rapprochement avec celles de Lezennes, dont le clocher est daté, Flers, Sainghin en Mélantois, etc.
Le sondage archéologique, dit de l'annexe Fénelon, effectué en juin et juillet 2001 nous renseigne bien mieux quant à l'évolution de cette construction. Cinq états successifs ont pu être dégagés, suivant les différents types de construction :
- Type 1 : représenté par un mur orienté Est-Ouest de 16 cm d'épaisseur sur une longueur de 7 m, au droit du clocher, épaulé par un contrefort rectangulaire de 1 m × 1,25 m.
- Type 2 : représenté par deux murs à angle droit épaulés par un contrefort oblique. Le mur Est-Ouest de 1,25 m sur 4 m de longueur avec un retour Nord-Sud. L'extension vers l'Est n'a pas pu être déterminée.
- Type 3 : murs dessinant un quadrilatère d'environ 25 m2. L'angle Sud-Ouest est épaulé par un contrefort de 1,50 × 1,50 m.
- Type 4 : mur orienté Est-Ouest de 1 m de largeur observé sur 7 m.
- Type 5 : mur orienté Est-Ouest de 0,50 m de largeur sur 6 m de longueur. Ce mur prenait appui sur les fondations d'états antérieurs.

Cette première église était placée sous le vocable de Saint-Ghislain. Saint Ghislain, né à Athènes au début du VIIe siècle, mort en 686, avait été désigné par saint Amand, évêque de Maastricht, pour évangéliser le Hainaut. Il fonde le monastère de Celle, près de Mons, en Belgique, qui sera à l'origine de la ville de Saint-Ghislain. Les mamans se plaçaient sous la protection de ce saint qui protégeait des maladies infantiles et de l'épilepsie. Bien que souvent représenté en évêque, rien ne prouve qu'il ait reçu la consécration épiscopale.
Jusque dans les années 1960, le 9 octobre, un culte était rendu à ce saint. Une médaillette ovale en aluminium était distribuée à cette occasion, coutume reprise récemment.
L'avers présente le saint de face, en habit épiscopal, en arrière-plan, le monastère de Celle. Le tour porte l'inscription « saint Ghislain priez pour nous ». Au revers, se trouve sur quatre lignes l'inscription « saint Ghislain vénéré à Hellemmes-Lille ».
La nef de cette première église avait probablement une toiture en chaume. Seul le clocher subsiste dont la description faite par l'abbé Vermeersch a été publiée à maintes reprises dans le Petit Hellemmois, à l'origine, puis dans divers bulletins municipaux. Moins connue est celle, très précise d'Émile Théodore, conservateur général des musées du palais des Beaux-Arts. Ci-dessous, extraits du rapport présenté lors de la demande de classement en date du 18 novembre 1922 :
La tour de l'ancienne église d'Hellemmes est un des meilleurs spécimens de ces tours caractéristiques des églises de la Flandre Wallonne, élevées dans la deuxième moitié du XVe siècle et dans le commencement du XVIe siècle comme on le voit à Lille (église Sainte-Catherine), à Flers, à Sainghin en Mélantois et à Ronchin (Nord).
« Cette tour, de plan carré, construite entièrement en pierre blanche, d'un très bel appareil, est flanquée de deux massifs contreforts à chacun de ses angles. Placé autrefois à l'entrée de l'ancienne église, un portail carré surmonté d'un bel et grand arc brisé mouluré s'ouvre au bas de cette construction sous lequel est ménagé le passage principal de l'ancienne église dans l'axe de la nef de cette dernière. À la partie supérieure, sur chacune de ses faces, sont percées deux grandes baies en arc brisé, d'un bon tracé, garnies d’abat-son et que surmontent les archivoltes moulurées. À la hauteur de la plate-forme, d'où s'élance une flèche pyramidale en charpente ardoisée, règne un triple cordon de larges moulures, suivant un dispositif que l'on rencontre dans les beffrois du Nord de la France ; les angles de cette plate-forme sont agrémentés d'échauguettes posées sur les contreforts, leurs culs de lampe offrent au milieu des moulures des bandeaux de feuillages stylisés dans le goût du style gothique flamboyant. Des toitures pyramidales en charpente ardoisée recouvrant ces encorbellements. Sur l'un des côtés de la tour, une tourelle à pans coupés contient un escalier donnant accès aux deux étages inférieurs constitués chacun par un plancher de charpente.
Au-dessus du second étage est disposée la charpente du beffroi des cloches dont les poteaux corniers reposent sur les corbeaux se détachant des parements des murs intérieurs. L'ensemble de cette tour, dont la sobre et sage décoration est fournie par les lignes d'ombre et de lumière des moulures et où la sculpture n'intervient très discrètement que dans les frises de feuillages, des culs de lampe, des encorbellements, des parties hautes, pour rompre parfois la monotonie des moulures, donne l'impression d'une masse solide tout en conservant une silhouette élégant. »
À noter que la tourelle abritant l'escalier en colimaçon menant aux étages supérieurs est postérieure à l'érection du reste du clocher : les moellons ne sont pas liés à ceux de la tour.
De plus, le plancher du premier étage est situé à un niveau inférieur à celui d'origine, alors que celui du second étage est inférieur.
Mahieu Manteau, sayetteur à Lille, a consigné un certain nombre d’événements qui ont marqué son époque. À la date du 11 janvier 1557, il note : « Il fit un si grand vent, lequel abattit le pont de la porte Saint-Sauveur lequel était un pont de bois, et rua le clocher de l'hospital Gantois, et puis le clocher de l'église d'Hellemmes, et le clocher de Singhin Mélantois, et la justice de la porte des Malades, et plusieurs granges et beaucoup de maisons. »
Dans la nuit du 9 août 1580, les hurlus, qui harcèlent les faubourgs de Lille, incendient la plupart des immeubles du village.
Ces deux événements semblent bien remettre en question la véritable date de construction du clocher, encore une partie aurait-elle pu être réutilisée.
Ce n'est qu'à partir de 1585 que le bâtiment commence à être réaménagé. En 1600, maître Nicolas Vilain célèbre la première messe dans l'église à peine réparée.
Le chœur était orné (en 1601) d'une verrière comportant les armes de plusieurs membres de la famille de Le FLye, seigneurs d'Ennequin.
En 1667, les Français catholiques, succédant aux Espagnols catholiques, furent reçus au moins dans l'indifférence. En 1713, succédant aux Hollandais calvinistes, ils prendront figure de libérateurs. Les facilités qui avaient été accordées aux protestants furent la cause de l'hostilité de la population envers la puissance occupante. « Toute la contrée qui entoure Lille, Tournai et Saint Amand est ainsi empoisonnée par le venin calviniste » (Fénelon, Correspondance).
Dans le cadre de l'œuvre anticléricale de la Révolution, l'église Saint-Ghislain est vendue par adjudication le 26 août 1799 au citoyen Dassonville de Lille pour un montant de 184 000 francs. L'acheteur put également acquérir les églises de Aubencheul-au-Bac, Hélesmes, Monceau-Saint-Vaast, Raucourt et Rumegies. Contrairement aux conditions de vente, ces églises ne furent pas détruites.
En 1800, celle d'Hellemmes est rachetée par messieurs Delmer, fermier à Fives, et Monnet, fermier à Hellemmes, pour 30 000 francs chacun. En cela, ils auraient été aidés par le chapitre de Tournai pour rendre le bâtiment au culte.
Le Monnet dont il est question est Pierre Joseph (1751-1834), oncle de Jean Baptiste qui sera maire d'Hellemmes de 1865 à 1870.
Une première cloche baptisée Marie Louise est installée dans le clocher en 1812. Le parrain en est Jean Baptiste Corsin, ancien maire, et la marraine Marie Louise Condé.
Quinze ans plus tard, Hellemmes ayant souffert des guerres napoléoniennes se voit attribuer deux nouvelles cloches, à la suite de la réparation du clocher (en 1824) :
- Marie Catherine, parrain Pierre François Joseph Salembier, maire de Mons-en-Barœul, marraine, Marie Christine Meurisse, fermière à Mons-en-Barœul.
- Émilie Pauline, parrain Isidore Ducatillon, ancien maire, marraine Émilie Pauline Joseph Bigot, propriétaire à Lille, épouse de Philippe Joseph Brianciaux. Elle est présidente de la Société de charité maternelle et présidente des salles d’asile de Lille.

Sous l'Ancien Régime, les cloches symbolisaient si bien la communauté que parfois on leur infligeait des châtiments : en 1737, un intendant du Bourbonnais fait descendre les cloches d'une église locale, et la fait fouetter par la main du bourreau pour punir les habitants qui avaient pris parti pour des faux-sauniers.
Lorsque Pierre Vanacker arrive à la cure de Saint-Denis, l’église tombe presque en ruines. Il financera presque totalement les réparations de ses propres fonds, en dépit de tous les petits différends qu’il aura avec la municipalité, représentée par son maire, Jean Baptiste Ghesquières. Ainsi, il aura de vives remontrances pour avoir changé un châssis de l’église sans autorisation préalable, mais après les travaux terminés ; le supplément de traitement qu’il recevait, soit 100 francs par an, lui sera supprimé de 1881 à 1883.
Le Conseil de fabrique demande la création d’un vicariat assorti d’une allocation de 200 francs pour le titulaire, alors que le curé ne réclame aucun sacrifice de la part de la commune en ce qui le concerne ; le conseil municipal émet un avis défavorable, précisant « qu’il n’entend s’engager à aucune dépense à ce sujet ni dans le présent, ni dans l’avenir » (délibération du 10 avril 1883). Cependant, le vicariat établi à Hellemmes est maintenu, ainsi que l’allocation de 450 francs (délibération du 21 novembre 1884). Peu enclin à la rancœur, notre curé léguera une somme de 50 000 francs à la ville (le cinquième sera reversé de droit à la commission du Bureau de bienfaisance). Pour régler les frais de succession s’élevant à 4 500 francs, un titre de rente à 3 % sera émis.
Le 12 février 1903, à 2 heures du matin, lors d’une tentative de cambriolage un incendie se déclare dans la sacristie qui est complètement détruite avec tout ce qu’elle contient dont 155 années d'archives. Le montant de l’assurance, soit 5 835,73 francs, permet une remise en état du local, la commune ayant accepté de couvrir les frais de l’architecte Hannotin, de Lille.
Pendant la Première Guerre mondiale, les Allemands réquisitionnent les métaux non ferreux : le 1er mars 1917, entre 7 et 14 heures, les tuyaux de l'orgue sont arrachés, les cloches jetées en bas du clocher.
Grâce à la générosité des paroissiens, trois nouvelles cloches sont baptisées le 6 août 1922 à 15 heures.
- La « Cloche de la Paroisse » baptisée Denis Ghislaine Marie Louise François Georgette porte, entre autres, l'inscription « Dieu veuille bénir tous les paroissiens de Saint-Denis dans leurs affaires temporelles et spirituelles ». Elle sonne le fa et pèse 1 050 kg.
- La « Cloche de France » baptisée Jeanne Marguerite Marie Georges Auguste Pauline Léon François Pierre et Paul Marie Anna porte l'inscription « Je sonne la France… et j'invite à prier Dieu pour qu'il daigne accorder la Paix dans l'Union Sacrée. Plaise à Dieu que ma voix se fasse entendre longtemps et que mes appels soient entendus ! ». Elle sonne le sol et pèse 730 kg.
- La « Cloche du Travail » baptisée Marie Joséphine Cécile Blanche Léon Charlemagne Paul Julien Georges, porte l'inscription « J'invite tous les travailleurs à se ranger sous l'étendard de Notre Seigneur Jésus-Christ. Fasse Dieu que les patrons et les ouvriers s'unissent dans la justice et la charité ! ». Elle sonne le la et pèse 520 kg.

En janvier 1975, le bras d’une des statues du fronton de l’église se détache. Par mesure de sécurité, les autres ornements sont démontés par les pompiers, soit une croix et six statues (2,5 mètres de haut, 300 kg de pierre de Lezennes) parmi lesquelles on reconnaît une Vierge, un saint Denis, un saint Joseph, un saint Ghislain, les autres n’étant plus identifiables.
Le clocher a été inscrit à l’Inventaire supplémentaire des monuments historiques par arrêté du ministre de l’Instruction publique et des Beaux-Arts en date du 11 février 1929.

#### Les grandes orgues
L'orgue portant la signature des frères Damiens, facteurs d'orgues à Gaillon (Eure), dans les sommiers de l'instrument, a été construit en deux fois : en 1875 pour sa partie centrale et en 1877 pour l'adjonction des cinq jeux de pédales, époque à laquelle les claviers, qui sortaient de l'instrument, sont installés dans un meuble séparé afin que l'organiste soit face à l'autel.
- En 1922, Joseph Hentges, maire d'Hellemmes, fait appel à Jean Talon, facteur d'orgues à Lambres-lez-Douai qui remplace les tuyaux en zinc pour une somme de 3 500 francs prise sur les dommages de guerre (ceux d'origine étaient en étain, mais ont été enlevés par les Allemands en 1917, abîmant du même coup le sommier de l'instrument). Une avance de 3 000 francs avait été accordée l'année précédente à la municipalité par le service des dommages de guerre.
- En 1936, l'air est produit par un moteur financé par une souscription paroissiale de 7 000 francs. Il semblerait que les travaux (la réparation s'élève à 7 400,00 francs) aient été effectués par la maison Sequies.
- En 1975, l'orgue rend l'âme. Le 5 avril, la commission diocésaine des orgues de Lille, représentée par Philippe Lefebvre, en fait une expertise à la suite de la demande de l'abbé Dequae. Le curé est invité à lancer un appel d'offres. Le 16 juin, un projet de restauration en quatre tranches établi par M. Loridan est soumis à la commission des orgues. Le 26 septembre, cette commission retient le projet de relevage de l'instrument et le projet d'alimentation, le tout pour un montant de 22 500,00 francs. La paroisse opte pour un orgue électronique.
- En 1985, l'orgue, en ruine, est peu à peu remis en service. M. Pascal, facteur d'orgues à Lille, restaure les cinq jeux du grand orgue. Claude Grard refait l'installation électrique.
- En 1986, remise en fonctionnement des cinq jeux du récit. Réfection et protection supérieure de l'orgue par la société Gommenne Frères d'Hellemmes.
- En 1988, remise en état de fonctionnement du pédalier en tirasse.
- En 1989, remise en fonctionnement des six derniers jeux du grand orgue.
- En 1990, remise en fonctionnement des cinq jeux du pédalier.
- Le 21 novembre 1990, l'orgue est classé parmi les monuments historiques. La paroisse est arrivée au bout de la part de la restauration qu'elle s'était fixée pour un coût total de 120 866,66 francs.
- En 1996, l'entreprise Michel Garnier, d'Acquin-Westbécourt (Pas-de-Calais) est désignée pour continuer la restauration pour un montant de 908 522 francs. L'ordre de service est établi le 1er février 1998 pour un délai d'exécution de dix-huit mois. M. Garnier cesse ses activités en raison d'un dépôt de bilan. Jean-Pascal Villard, facteur d'orgue à Thénezay (Deux-Sèvres), est désigné par l'État pour achever la restauration. Le coût de la restauration totale, pour la commune, s'élève ainsi à 1 208 522 francs.

##### Composition du Grand Orgue
| Bourdon             | 16                   | Bourdon                 | 8       |
| Flûte               | 8                    | Montre                  | 8       |
| Viole de gambe      | 8                    | Prestant                | 4       |
| Doublette           | 2                    | Plein-jeu               | 3 rangs |
| Clairon             | 4                    | Trompette               | 8       |
| Bombatrde           | 16                   |                         |         |
| Pédale              | 25 notes             |                         |         |
| Bourdon             | 16                   | Flûte                   | 8       |
| Clairon             | 4                    | Trompette               | 8       |
| Bombarde            | 16                   |                         |         |
| Récit               | 42 notes             |                         |         |
| Bourdon             | 8                    | Salicional              | 8       |
| Flûte harmonique    | 4                    | Flageolet               | 2       |
| Voix céleste        |                      | Voix humaine            | 8       |
| Cor anglais         | 8                    | Hautbois                | 8       |
| Accouplements       | (Effets accessoires) |                         |         |
| Tirasse Grand Orgue |                      | Tirasse Récit           |         |
| Appel Grands Jeux   |                      | Suppression Grands Jeux |         |
| Accouplements I/II  |                      | Trémolo                 |         |

(Le chiffre donne, en pieds, la hauteur du plus grand tuyau du jeu.)
Les tuyaux sont en bois pour certaines basses (bourdon 16) ou en étain comme la majorité des tuyaux. Certains ont une forme conique, les jeux d'anches qui s'accordent par des rasettes. Il y a deux claviers manuels et un de pédale ; c'est ainsi que le Grand Orgue a 678 tuyaux, le récit 336 et la pédale 135. C'est un total de 1149 tuyaux que l'organiste peut commander à partir de la console. En 2000, M. Vilard, facteur d'orgues, est chargé d'une nouvelle restauration.
L'inauguration des orgues enfin remises en état a lieu le 7 décembre 2001. Un concert est donné par Philippe Lefebvre, directeur du conservatoire national de la région, titulaire des orgues de Notre-Dame de Paris.

#### Le presbytère
D'après certain plan figuratif, la maison pastorale était située vers 1665-1709 approximativement aux actuels 52 à 56, rue Faidherbe, en retrait de l'alignement actuel.
Avant 1857, la maison pastorale était une propriété qu’une dame veuve Rouze louait à la commune. En cette année, elle décide de ne pas renouveler le bail. La municipalité décide alors d’en construire un nouveau suivant plans de l’architecte Marteau (il deviendra le presbytère de la paroisse Notre-Dame de Lourdes).
Le coût du nouvel immeuble se décompose comme suit :
- Subvention impériale : 3 000 F
- Don Abbé Vanacker : 2 000 F
- Emprunt[13] : 3 000 F
- Total : 8 000 F
- Dépense selon devis : 7 815,93 F

La propriété, située au 1, rue de l'Abbé-Six, s'est constituée sur deux propriétés plus importantes. La première par apport de Jean Baptiste Debacque aux termes de l'acte constitutif de la Société civile des immeubles d'Hellemmes-Lille le 14 mars 1890 (Maître Desmazières à Lille), le reste par acquisition de cette même société le 11 janvier 1924 de Mademoiselle Élise Samain (Maître Pourbaix à Ronchin).
La société fut dissoute et ses biens dévolus le 20 décembre 1977 (Maître Fontaine à Lille) à l'Association financière de Lille et de sa banlieue et à l'Association de gestion immobilière du diocèse de Lille (qui reçut la propriété susmentionnée).
Le 16 mars 1981, la bâtisse est cédée à la ville de Lille pour être abattue (Maîtres Fontaine et Fanyau à Lille).

#### Le cimetière
À l'origine situé autour de l'église, il a été transféré à l'emplacement actuel en 1866.

#### Les curés
- 1357-1390 : Pierre Dormelli
- 1390-1395 : Michel de Hubiers
- 1485 : Enguerran Le Fèvre
Jacquemart Crespel est le premier clerc paroissial connu ; il figure parmi les comparants lors de l'enquête fiscale de 1491. Le clerc assiste le curé : il est maître sonneur, il chante aux offices, parfois maître d'école, il doit apprendre à lire et à écrire aux enfants, leur enseigner le catéchisme.
- 1595-1601 : Antoine Peze
- 1601-1604 : Pierre de Hanne
- 1604 : Pachard Legrand
Il s'agit peut-être de ce que l'on appellerait maintenant un vicaire, éventuellement le curé d'une autre paroisse effectuant un intérim.
- 1604-1606 : Jean de Willy
- 1606-1608 : Jean Arbant
- 1608-1610 : Jean de Trie
- 1610-1621 : Jean de Salon
- 1621-1623 : Anselme Philippe
- 1623-1627 : Guillaume Carlier
- 1627-1642 : Michel Colombier
- 1642-1653 : Jacque Creteau
Probablement né à Tournai (Belgique), fils de Philippe, peintre héraldique, généalogiste et roi d'armes et de Madeleine Hoyer. La famille portait comme armes : de sable au chevron d'argent, accompagné de trois merlettes du même. Cimier : une merlette d'argent entre un demi vol d'argent et un demi vol de sable. Devise : Fortune le Crest.
- 1653-1709 : Anselme Bocquart
Les archives départementales du Nord conservent les registres paroissiaux d'Hellemmes pour la période 1694-1716. D'après l'écriture, il semblerait que ce prêtre soit devenu presque aveugle vers la fin de son ministère.
Le 11 mai 1694, Olivier Six établit un « plan figuratif fait à la réquisition des Dames de l'Abbiette en Lille pour un différend entre les dites Dames & Monsieur… pasteur de Hellemmes iceluy veu avoir droit de passer sur la maison et héritage appartenant aux dites Dames à cause de leur cense audit Hellemmes faisant partie du fief & Srie du susdit Hellemmes occupé par Guillaume Liénard » (ADN Lille 183)
- 1709-1724 : Nicolas Antoine Cornillot
- 1724-1727 : Charles François Jacquart
- 1727-1751 : Josse de Monchy
Il meurt à Hellemmes le 19 juin 1751 ; son acte de sépulture est rédigé par Jean Baptiste du Hamel, curé de Lesquin. Chasserel des rentes de Jacques Augustin Imbert, seigneur de Chéreng : (à un certain Desmons) fermier à Gruson, 5 cents de terre à Genech venant de Josse de Monchy, fils de Gabriel, pasteur d'Hellemmes. En 1738, le clerc paroissial est Simon Samain.
1742-1752 : Charles Desmarest
Le début d'un acte paroissial du 12 mai 1742 est rédigé comme suit : « Je soussigné prêtre curé de cette paroisse déclare d'avoir député jour et an que dessus le sieur Charles Desmarest, prêtre… »
- 1751-1753 : Pierre Joseph Le Rouge
Et non pas Le Haire comme l'abbé Vermeersch l'a transcrit par erreur, erreur reprise dans les diverses copies ultérieures.
- 1753 : Grégoire Dujardin et François Ladislas Lequeux
Prêtres récollets commissionnés par P.C. Petit, desserviteur.
- 1753-1764 : Jean Dominique Le Maître
signe son premier acte le 25 mai 1754. Il meurt à Hellemmes le 24 avril 1764.
- 1763 : Jean Baptiste Prevost et François Philibert
Commissionnés par P.C. Petit, desserviteur, le second, prêtre récollet de la maison de Lille.
- 1764-1765 : Jacques Mathon
Desserviteur député en mars 1765. Il meurt à Hellemmes le 8 juillet 1765.
- 1765 : Jacques Crepy
Député par le desserviteur.
- 1765-1791 : Hubert François Martin
Il meurt le 17 mars 1791 à Hellemmes, âgé de 72 ans, inhumé le 19 en présence de Jean Ignace Joseph et Pierre Joseph Martin, ses frères. Le registre de 1791 « est représenté le 18 mars 1791 à cause de la mort de maître Martin vivant prêtre curé de cette paroisse arrivée le 17 du meme mois que nous juge président du tribunal du district de Lille avons signé et paraphé suivant l'ordonnance. Lambelin président ». Jusqu'en 1789, mais depuis une date indéterminée, le clerc paroissial est Louis François Joseph Samain.
- 1791-1848 : Joseph Marie Duthoit
Né le 26 décembre 1766 à Wattrelos, commune où il a été vicaire avant sa nomination à Hellemmes, mort à Hellemmes le 18 octobre 1848. Religieux de l'ordre de saint Augustin. Curé d'Hellemmes le 25 septembre 1791, élu curé constitutionnel le 5 octobre de la même année. En application du décret du 28 août 1790 obligeant le clergé à prêter serment de fidélité à la Constitution civile du clergé et ordonnant la disposition des anciens fiefs seigneuriaux et des fonds rattachés à l'autorité religieuse, J.J. Marie Duthoit renouvelle son serment devant la municipalité le 9 octobre 1791. Cependant, les autorités diocésaines ne le reconnaissent comme curé d'Hellemmes qu'à partir de 1802.
- 1848-1901 : Pierre Réginald Vanacker
Né à Flêtre le 14 septembre 1811, mort à Hellemmes le 26 juin 1901. Principal acteur de la reconstruction de l’église.

Il lègue à la commune une somme de 50 000 francs. Jean Baptiste Vandenborre, clerc paroissial, est témoin à son inhumation. Une rue d'Hellemmes porte son nom.
- 1902-1907 : Louis Lecompte
- 1907-1914 : Paul Six
Mort à Cassel le 27 juin 1936. Une biographie sous le titre de La vie de Monseigneur Six lui est consacrée. Il crée, en 1894, la revue La Démocratie chrétienne.
- 1914-1931 : Georges Decambron
Arrêté par les Allemands en 1916, il sera enfermé trois mois à la citadelle de Lille. Durant cette période, il sera remplacé par l’abbé Pollet, parent de Léon Trulin.
- 1931-1942 : Jean Louis Tack
Originaire de Tourcoing, il travaille avec ardeur pour l'œuvre de sainte Elisabeth qui s'occupe de la collecte et de la redistribution de vêtements et autres objets de première nécessité.
- 1942-1963 : Jean Roussel
Prisonnier de guerre en 1940. Il organisait les plus belles processions à l'occasion du saint Sacrement et des communions. Elles partaient de l'école Saint-Joseph et rejoignaient l'église Saint-Denis par les rues Delemazure, Roger-Salengro et Faidherbe. Régulièrement interdites, elles faisaient l'objet de procès-verbaux (voir les arrêtés municipaux des 9 juin 1900 et 29 août 1913). Il est également l'initiateur d'une nouvelle procession, en mai, qui démarrait à la chapelle d'Élocques, se dirigeait vers la ferme Castel et se terminait à la chapelle Notre-Dame de Bonne-Mort. Il fut aidé par de nombreux vicaires, logés sentier du Curé, dont les abbés Dumortier, Liénart, Demmersman, etc.
- 1963-1969 : Georges Vermeersch
- 1969-1982 : Germain Dequae
Se trouve à l'initiative de la restauration des Grandes Orgues.
- 1982-1993 : Gérard Melchers
- 1993 : Jean Marie Destailleurs
- 1993 : Jean Marie Descamps
Né à Armentières en 1929.

Le 8 janvier 1995 est créée la nouvelle paroisse d'Hellemmes-Lezennes, officialisée par le père Christophe Dufour, vicaire épiscopal de la zone de Lille, le 30 novembre 1997 sous le nom de paroisse de Sainte-Thérèse de l'Enfant Jésus.
- jusqu'en septembre 2012 : Emile Reyns
- jusqu'en septembre 2021 Henri Bassez
- depuis septembre 2021 Lionel Dewavrin

### Église Notre-Dame de Lourdes
La construction de cette église a été décidée en 1896. Six ans plus tard, elle était terminée.
Les vitraux n'ont pas traversé les différents conflits et n'ont pas pu être restaurés, les cartons ayant été perdus.
En raison des bombardements, l'église est fermée pendant la Seconde Guerre mondiale. Elle sera rouverte le 1er décembre 1946 sous le patronage du cardinal Liénart. Depuis décembre 2014, l'église Notre Dame de Lourdes est fermée au culte.

#### Les curés
- 1902-1912 : Célestin Bailleul
- 1912-1919 : Athanase Deloutre
- 1919-1944 : Jules Mestdag
- 1944-1950 : Pierre Ammeux
- 1950-1957 : Charles Veret
- 1957-1968 : Désiré Cazier
- 1968-1975 : Auguste Vanhoenacker
- 1975-1988 : Jean Desmet (l'abbé Desmet est décédé au mois de juin 2015)
- 1988-1989 : André Vanderstraete
- 1989-1993 : Gérard Brouck
- 1993-2000 : Jean Marie Descamps
- 2000 : Joseph Hériveaux
- jusqu'en septembre 2012 : Emile Reyns

### Édifices divers

#### La chapelle d'Élocques
Mention trouvée sur un plan établi juste après la Révolution indiquant « fief et chapelle de la Hocque mais la chapelle est attestée en 1738. »
La chapelle d’Élocques a été très longtemps cause de litige entre les paroisses de Hellemmes et Fives. Bien qu’un jugement soit intervenu en faveur de la seconde, la chapelle est restée hellemmoise.
La tradition selon laquelle la chapelle aurait été construite pour un membre de la famille Dordin (Louis) revenu indemne des guerres d’Italie, en 1797, se trouve mise en défaut. Il s’agit d’une reprise d’existant, éventuellement d’une reconstruction.

#### La chapelle Notre-Dame de Bonne-Mort
À l'origine située à l'angle des rues Faidherbe et Roger-Salengro, le propriétaire avait eu l'autorisation de la transférer au cimetière.
Elle a été acquise par la commune pour le franc symbolique le 16 mars 1994, venant de la SA Comptoir Textile du Nord (plus connue sous le nom de Nydel ou Delesalle).
La chapelle était entrée dans le patrimoine industriel à la suite de la fusion des entreprises Delesalle et Raymond Voituriez SA.

#### La chapelle Desnoulez
Se trouvait, vers 1900, rue Faidherbe, face à l'église Saint-Denis, à l'emplacement de l'ancien pilori. La brasserie Desnoulez (signalée en 1877) a été remplacée par Le Vin des Rochers puis par le Fronton.

#### La chapelle Castel
Se trouvait, vers 1900, face à la cité Gravelines.

#### Antoinisme
Il existait un temple appartenant au culte antoiniste rue Jean-Bart. Sinistré pendant la Seconde Guerre mondiale, ce temple fut reconstruit à Lille, Boulevard de Montebello, en 1946.

#### Église réformée
Une église réformée est située rue Salembier, mais le local ne semble plus utilisé.

### Les prêtres ouvriers
Des frères dominicains (Bernard, Joseph, Jacques, Charles et Michel) se sont installés en 1948 au 118, rue Jean-Bart, un ancien débit de boissons. Ils étaient les premiers à s'installer dans la région.
L'aventure commença avec Jacques Screpel qui resta pendant trois ans à la tête du groupe textile familial, se fit embaucher à l'usine de Fives (en 1947) et vint s'installer à Hellemmes.
En quelques années, le mouvement des prêtres ouvriers prit de l'ampleur. Le catholicisme social, la naissance de la JOC, le livre France, terre de mission qui tue, dès 1943, le mythe d'un pays profondément catholique, constituent les signes avant-coureurs.
En 1954, le pape Pie XII exige que tous les prêtres ouvriers quittent les usines et abandonnent leurs mandats syndicaux. Les trois prêtres hellemmois doivent s'exécuter. Le cardinal Liénard est le grand artisan de leur maintien dans le quartier.
Des dizaines de dominicains passent par le « 118 », l'un d'eux devient même évêque. Le père Joseph Robert a été conseiller communal à Hellemmes.
En septembre 2000, le père Charles Queneau meurt.
Se tournant vers le dernier d'entre eux, le père Michel Perret, un certain nombre d'habitants du quartier créèrent une association : « Les amis du 118 » pour racheter le local et le restaurer.

### Couvent des Augustins
En 1614, les ermites de Saint-Augustin furent autorisés à ouvrir une maison à Lille (actuellement rue des Augustins). Michel Delemarre, en religion frère Michel, fils de Jean François et de Dorothée Delecroix, vêtu comme frère lay le 23 septembre 1758, profès le 24 septembre 1759, mort le 7 octobre 1778.

### Couvent des dominicains
Établi en 1224 au faubourg Saint-Pierre à Lille. En 1578, les moines ayant eu leur maison détruite pour la défense de la ville furent autorisés à s’installer rue Basse où ils possédaient un refuge.
- Frère Henri Samain, fils de Dominique et de Marie Élisabeth Devarlet, novice convers le 25 avril 1782 (24 ans), profès le 4 mai 1765.
- Frère Denis Plays, profès clerc le 13 mai 1767 (27 ans).
- Frère Pierre Joseph Brocart, novice convers le 24 mars 1773 (34 ans), profès le 11 avril 1777.

### Couvent de l'Abiette
Couvent de dominicaines fondé en 1274 par la comtesse Marguerite au faubourg Saint-Pierre. Transféré dans l'hôtel d'Auberchicourt, (appartenant à la Famille d'Auberchicourt), actuellement rue de Tournai à Lille.
Angéliques Desfontaines, fille de Jacques et de Marguerite Le Mahieu, reçoit l'habit converse le 20 août 1741, 23 ans, professe le 26 août 1742, morte le 8 mai 1765. Elle était sœur de Jacques Desfontaines, censier de l'Abiette à Hellemmes.

### Couvent des Annonciades
Le 27 mars 1628, le magistrat autorisa quelques religieuses annoncides de Douai à venir s'installer à Lille, à charge pour elles « de n'être onéreuses ni à icelle ville ni aux manants ». Le couvent se trouvait à l'emplacement de la rue du Maire (il dut être abattu pour le percement de cette rue).
Jeanne Françoise Télie, en religion, sœur Marie Madeleine de Saint-Henri, fille de Nicolas Antoine et de Jeanne Françoise Derasse, novice le 9 juin 1767, professe le 12 juin 1768.

### Couvent des carmélites
Le 14 octobre 1626, dix carmélites vinrent s'installer à Lille, avec autorisation du magistrat à la sollicitation de Philippe de Baudequin. Elles logèrent rue des Malades puis rue de Courtrai.
Catherine Tesse, en religion sœur Catherine de l'Incarnation, fille de François et de Simone Mouthine, prend l'habit à l'âge de 29 ans, le 1er janvier 1676, converse, meurt le 12 mars 1716.

### Couvent des ursulines
En 1638, les ursulines de Saint-Omer, chassées par la guerre, vinrent chercher refuge à Lille, place aux Bleuets.
Marie Anne Joseph Despinoy, en religion sœur Saint-Dominique, née le 20 octobre 1723 de Gérard Dominique et de Marie Cécile Daudenarde, novice le 25 juillet 1746, professe le 11 février 1749, morte le 2 janvier 1755.

## Les traditions et distractions

### Les cinémas
Il existait à Hellemmes deux cinémas :
- « Le Kursaal », actuellement la « salle Léo-Lagrange », acheté par la commune en 1975 à M. Coorevits. Celui-ci se présentera au premier tour des municipales de sur la liste d'A. Cornette, mais ne figurera pas sur la liste pour le second tour ;
- « Le Royal », dit aussi « le Leleu ». L'immeuble a été racheté par M. Gahide de Baisieux qui y avait installé une superette : Sasi. D'autres commerces de même type s'y sont succédé : Gros, Frais Marché, Marché Plus, 8 à 8, Carrefour city, Royal Burger City

### Les ducasses
Traditionnellement, les ducasses avaient lieu le jour du saint patron de la paroisse, le jour de la saint Denis (ou de la saint Ghislain, qui tombe le même jour) à Hellemmes.
La ducasse d'Hellemmes était dite « à bleus biecs » car elle se déroulait au début de l'hiver, tous les ans. Sa tradition remonte au début du XVe siècle comme le prouve l'anecdote suivante :
Le 9 octobre 1406, Simon Le Maire, sergent bailli de Lille, arrête le 9 octobre 1406, le jour de la ducasse d'Hellemmes Girardins Carpentiers, sergent de Jehan de la Motte, seigneur d'Anstaing et possesseur du fief de Lesquin. Remis en liberté sous caution, le prévenu est accusé d'avoir circulé en armes, alors que ceci est interdit dans les villes, noces, ducasses, assemblées communes. La Salle de Lille le condamne à une amende de 60 sols. Il comparaît, assisté du procureur du seigneur d'Anstaing, arguant que sergent d'un fief vicomtier (tout comme les baillis, lieutenants et messiers) ont le droit de porter les armes en toutes occasions, sauf dans les villes ayant une loi privilégiée. Le 15 décembre 1406, les hommes de fief de la Salle de Lille déboutaient le bailli de Lille.
L'intendant de Madrys a noté dans ses mémoires : « le Flamans sont grands amateurs de fêtes et réjouissances publiques. Chaque ville et chaque village a tous les ans la sienne que l'on nomme kermesse, et qui dure ordinairement huit jours; l'ouverture s'en fait par une procession du Saint-Sacrement, et c'est là où l'on peut bien dire que l'on mêle souvent le sacré avec le profane : des géants, des représentations du paradis et de l'enfer, des saints et des diables qui marchent en cortège dans les rues, sont le principal divertissement du peuple qui, pour la plupart, abandonne son ouvrage pendant tout le temps de la fête pour se divertir et faire bonne chère. »
Suivant les nécessités d'emplacements (lors de travaux), la ducasse du centre, essentiellement, a bougé (rue Roger-Salengro, place Hentgès, place de la République) alors que celle de la Guinguette a toujours eu lieu au même endroit (rue Faidherbe).
Lors du bureau communal du 30 avril 1992 (l'espace des Acacias était en construction), Gilles Pargneaux déclarait « La ducasse n'est certes pas indispensable, mais reconnue comme une fête nécessaire s'inscrivant dans une sociologie populaire attachée à ce type de manifestation. » De son côté, Annie Wardavoir, adjoint à la culture « souhaitait différencier les manèges d'enfants qui sont une bonne animation pour ce public jeune, des autres manèges qui sont plutôt désuets et de plus engendrent trop souvent la venue d'éléments perturbateurs (petite délinquance) ». En conclusion, le bureau arrête la disposition suivante : maintien de la ducasse avec resserrement et réduction des métiers.

### Les concerts
Au XIXe siècle jusqu'au début du XXe siècle, des concours et festivals de musique avaient lieu tous les ans, généralement au 14 juillet.
Ceux d'Hellemmes semblaient très prisés par les diverses formations ; ainsi, en 1895, on ne comptait pas moins de soixante-quatre formations, cent dix en 1899 venant de toutes les communes environnantes : Lille, Roubaix, Cysoing, Ronchin, Templeuve, Tournai, Bachy, Hem, etc.
Des prix, variant de 25 à 200 francs, étaient accordés pour les sociétés, les tenues civiles et militaires, l'éloignement, les chefs.
Des fêtes — musicales — de bienfaisance avaient lieu « Au Bon Fermier » (actuellement le café de « L'Alliance ») et comptaient des sociétés hellemmoises aujourd'hui presque toutes disparues : La fanfare municipale, La Société philharmonique, l'Union chorale, La Revanche (semblant avoir disparu en 1905), la société « Les Infants d'Hellemmes ».

### Les cafés
Est cité le cabaret « Aux trois Couronnes » tenu par François Joseph Paurisse, né le 8 mars 1745, fils de Pierre François et de Marie Madeleine Delerue, marié à Hellemmes le 9 avril 1771 avec Marie Flinois.
Avec l'industrialisation galopante du XIXe siècle, les cafés se sont multipliés sur le territoire de la commune.
En 1936, on n'en comptait pas moins de 136, soit environ 1 pour 75 habitants (parfois environ douze par rue).

### La bière Hellemus
Alors qu'il n'existe plus sur Hellemmes de brasserie, la tradition se devait d'être perpétuée avec la bière Hellemus ; ce qui fut fait en 2001.
Il s'agit d'une bière blonde (bière de garde) d'un taux de 6,2 % alc., fabriquée par le Moulin d'Ascq, biologique, fermentée deux fois (en cuve et en bouteille), non filtrée et non pasteurisée.

### Les combats de coqs
Ce type de divertissement est très ancien dans la région : il est déjà signalé à Amiens en 1575. Interdits le 19 novembre 1963 (cette loi n'a jamais été respectée), puis rétablis comme tradition locale le 8 juillet 1964, trouvant même comme défenseur le général de Gaulle, lequel aurait rétorqué aux détracteurs : « Puisqu'on mange les coqs, il faut bien qu'ils meurent… ». Les derniers combats autorisés eurent lieu, à Hellemmes, dans l'arrière-boutique d'une boulangerie qui se situe face à la résidence Saint-Denis.
La loi qui autorise certaines régions à pratiquer les combats de coqs sous prétexte de préserver les traditions locales interdit la création de nouveaux gallodromes. Ainsi, si un gallodrome n'est pas repris, il disparait à tout jamais. Il n'y a donc plus de combats de coqs de nos jours à Hellemmes mais on en trouve encore dans la région Nord-Pas-de-Calais.

### Les géants
Les trois géants d'Hellemmes — Jules l'Écourcheu, Hellemus et le dragon DOH — sont détruits dans la nuit du 29 au 30 juin 2023, dans l'incendie de la salle polyvalente d'Hellemmes, dans le cadre des émeutes consécutives à la mort de Nahel Merzouk.

## Les moyens de communication

### Le petit chemin de fer de Lille à Saint-Amand
Le 11 juillet 1886, le Conseil Municipal de Cysoing émettait le vœu de prolonger jusque Lannoy et Lille la ligne de chemin de fer de Saint-Amand-les-Eaux. Afin d'éviter la concurrence entre les lignes, le terminus fut fixé à Hellemmes.
Le 28 août 1891, la concession de la ligne fut accordée à la Société des Chemins de fer économiques du Nord (moyennant une caution de 32 000,00 francs) par le Conseil Général pour une durée de 60 ans, le chantier devant débuter avant un an, et être en exploitation dans les trois années suivantes.
Le 12 juin 1892, un arrêté préfectoral soumet le projet à enquête d'utilité publique. Les membres de la Commission devaient se réunir pour la première fois le 18 juin 1892. Cette Commission comprenait 9 membres : Jules Sirot (Député et Conseiller Général), Tribourdeaux (Conseiller Général et directeur d'une filterie lilloise), Félix Dehau (Maire de Bouvines), Davaine (Conseiller d'Arrondissement, cultivateur à Saint-Amand), Bourgeois (Maire de Sainghin-en-Mélantois), Bonduel (Président de la Société des Agriculteurs du Nord), Desmons (Maire de Cysoing, Docteur en médecine), Nestor Bulteau (Maire de Rumegies, agriculteur) et Séraphin Masquelier (Maire d'Aix-en-Pévèle, cultivateur)
Le projet soumis à enquête d'utilité publique fait débuter la ligne à la gare de Lecelles. La ligne ensuite suit la route départementale jusqu'à Cysoing ; la voie bifurque alors pour rejoindre la gare de Cysoing et suit la ligne de chemin de fer jusqu'à Bouvines, elle longe à nouveau la départementale jusqu'à l'entrée de Lezennes, qu'elle contourne pour se raccorder à la gare d'Hellemmes. Hellemmes ne pouvait que se réjouir d'être au terminus de la ligne.
Le dossier, transmis au Ministère des Travaux Publics en août 1893, le décret de déclaration d'utilité publique est promulgué le 28 août (Journal Officiel du 22 septembre 1893).
La ligne comprend une voie et à une longueur d'environ 20 704,705 mètres le long de la départementale 19, 5 591,67 mètres le long des chemins vicinaux et 7 131,675 mètres en déviation, soit un total de 33 438,05 mètres. Elle dessert environ 37 000 usagers dont    12 043 pour Saint-Amand, 3 315 pour Cysoing et 5 428 pour Hellemmes.
La dépense estimée pour la construction se monte à 53 000 francs au kilomètre.
La voie unique de 1 mètre de largeur est ouverte aux services voyageurs, marchandises et messageries. Une dizaine de voitures composent le train qui peut ainsi atteindre une vitesse de 20 km/h. La traction se fait par locomotives à vapeur.
Le tableau des tarifs se révèle assez pittoresque :
Voyageurs première classe : (voitures couvertes, fermées en double vitrage et banquettes rembourrées)								0,075 F
Voyageurs seconde classe : (voitures couvertes et fermées, vitres en verre simple)											0,055 F
Enfants de moins de 3 ans							Gratuit
Enfants de 3 à 7 ans							1 place distincte
2 enfants, dans un même compartiment ne pourront occuper la place que d'un seul voyageur
Plus de 7 ans								        tarif normal
Chiens										0,020 F
Bœufs, vaches, chevaux,...							0,10 F
Veaux, porcs									0,04 F
Moutons, chèvres,...								0,03 F
Les tarifs ci-dessus sont donnés "à la tête et au kilomètre".
En ce qui concerne les marchandises, les tarifs sont "à la tonne et au kilomètre"
À grande vitesse
Huîtres, poissons frais, denrées,...						0,45 F
À petite vitesse :
1re classe
Albâtre, armes, café, gibier, spiritueux,...				0,20 F
2e classe
Alcools en fûts, bitume, châtaignes, riz, sucre,...			0,16 F
3e classe
Ardoise, blé, chaux, plâtre, grains, sel, mélasses,...			0,12 F
4e classe
Argile, betteraves, briques, pavés, marne,...				0,10 F
Foins, fourrages, pailles et autres marchandises ne pesant pas plus de 500 kilos au mètre cube, par wagon et au kilomètre :							0,65 F
Voitures de pompes funèbres, renfermant un ou plusieurs cercueils, même prix et conditions qu'une voiture à 4 roues, à 2 fonds et à 2 banquettes :			0,80 F
Cercueil transporté dans un compartiment isolé				0,40 F
ou dans les trains express:							1,20 F
Les tarifs ci-dessus ne comprennent pas l'impôt dû à l'État.

### Le tramway
Le 7 juin 1874 circulèrent les premières voitures tractées par des chevaux entre la gare de Lille et la Place de Tourcoing (Place du Maréchal Leclerc). Le réseau de transports en commun de Lille était né.
En 1877, la compagnie Tramways du département du Nord, concessionnaire des tramways de Lille, envisage la création de cinq lignes nouvelles de tramways à chevaux entre la gare de Lille et Hellemmes, Tourcoing, Roubaix, Haubourdin et Lomme.
La première ligne de tramways tractés par chevaux est de 1894 ; elle relie la gare de Lille à Hellemmes par la douane de Fives (ligne G).
L'électrification commencera en 1900 avec la ligne T gare de Lille - Hellemmes par le Mont de Terre et le chemin d'huile (actuelle rue Chanzy) ; alimentation par trolley.
De nouvelles extensions sont très vite rendues nécessaires par l'urbanisation grandissante de l'agglomération vers Ronchin, Mons-en-Baroeul, La Madeleine, Lambersart, Wattignies, Saint-André, Quesnoy-sur-Deûle, Wambrechies.
La guerre de 1914 - 1918 interrompt totalement les transports en commun.
Le 20 août 1926, alors que l'exploitation n'avait repris que depuis quelques années, la ville de Lille et la compagnie des Tramways électriques de Lille et sa banlieue (T.E.L.B.) signent une convention. Ce texte octroyait une nouvelle concession devant expirer le 31 décembre 1955.
Dès 1932, apparaissaient les premiers autobus.
Les transports en commun connurent une grande affluence pendant la Seconde Guerre mondiale en raison des restrictions de carburant.
En 1938, la ligne de tramways électriques G (gare de Lille - Hellemmes) fusionne avec la ligne B (Gare de Lille- Porte de Béthune - Haubourdin) en une seule ligne B (Porte de Béthune - Hellemmes).
En 1945, la ligne T est supprimée. Au Mont de Terre était situé un pont métallique (provisoire depuis 1918) détruit par les bombardements, et juste remplacé par une passerelle permettant uniquement le passage de piétons. Cette ligne était donc devenue inexploitable vers Hellemmes ainsi que la ligne V place Catinat-Le Buisson qui empruntait ce pont. Un pont permettant le passage des tramways des lignes V et T fut établi après quelques mois d'interruption mais la ligne T fut supprimée en 1947 avant la ligne V en 1959.
Le 31 décembre 1955, à l'échéance de la concession, les biens mobiliers (115 tramways, 20 autobus, l'outillage, les stocks, etc.) restent la propriété de la T.E.L.B.. Les biens immobiliers reviennent à la ville de Lille qui, en outre, exerça son droit de racheter les tramways.
La Compagnie Générale Industrielle des Transports (C.G.I.T., filiale de la T.E.L.B.) eut la concession à titre provisoire jusqu'au 31 mars 1960.
Dès la fin de 1956, était créé un Syndicat Intercommunal d'exploitation.
Par décision du ministre de l'Intérieur en date du 4 février 1960, cet organisme fut autorisé à exercer le pouvoir concédant pour l'exploitation du réseau de transports en commun de Lille et de sa banlieue. La ville de Lille remit à titre gracieux les installations meubles et immeubles qui lui avaient été échues de la T.E.L.B. pour continuer l'exploitation du réseau.
Par convention du 25 mars 1960 (et les avenants des 13 novembre 1961 et 1er décembre 1962), la C.G.I.T. pris la concession pour une durée de 20 ans. C'est à cette époque que les autobus parurent le meilleur moyen de modernisation du réseau.
En 1960, la compagnie disposait d'une centaine de tramways et de 64 autobus de fabrications diverses.
En 1966, la ligne B est supprimée. Commence l'époque des autobus.
Le 30 septembre 1968, le Conseil de Communauté, désireux de passer outre aux périmètres urbains, souhaitait l'unification des différents réseaux de transport en commun.
Le 24 avril 1970, il demandait au préfet cette définition de périmètre urbain.
Un arrêté ministériel du 23 mars 1972 donnait satisfaction à la C.U.D.L.

### Le métro
L’établissement d’un métro dans la région lilloise n’était pas une idée nouvelle : déjà en 1924, un projet proposait de relier Lille à Roubaix et Tourcoing.
L’aménagement du réseau de métro tel que nous le connaissons maintenant découle du décret du 11 avril 1969 portant création d’un établissement public d’aménagement de la ville nouvelle de Lille Est (EPALE-Villeneuve d’Ascq).
La polémique entre commerçants qui ne voulaient pas d’un métro en tranchée ouverte et les pouvoirs publics dura plusieurs années.
Les travaux préparatoires, sur le territoire d’Hellemmes, commencèrent en 1978 avec la suppression de l’usine CAPON, puis l’aménagement de la place du même nom : la place Hentgès était retenue comme aire de stockage.
L’adoption du système VAL (Véhicule automatique léger) a mis Hellemmes à quelques minutes du centre de Lille, que ce soit pour les besoins de la vie normale ou des usages peu légaux (approvisionnement de drogue, par exemple).
À plusieurs reprises, la Communauté Urbaine de Lille a évoqué la situation des commerçants de Fives et Hellemmes. Elle était prête à indemniser ceux qui se seraient révélés réellement lésés. Cette prise en charge ne pouvait être effective qu'après jugement du Tribunal Administratif quant à la part de responsabilité et le montant de la réparation.
Le 16 octobre 1980, 5 enquêtes étaient déposées, suivies de 48 autres au cours des mois suivants.
Le 15 juillet 1981, les rues Pierre Legrand à Lille et Roger Salengro à Hellemmes étaient remises en double sens.
Le premier tronçon de la ligne no 1 (qui s'arrêtait Place de la République à Lille) a été inauguré en avril 1983, par le Président de la République François Mitterrand et le Président de la Communauté Urbaine de Lille Arthur Notebart, en présence de Pierre Mauroy, Premier Ministre, et maire de Lille.
Depuis le 25 avril 1983, Hellemmes est dotée de deux stations de métro : Mairie d'Hellemmes (anciennement Hellemmes) et Square Flandres (anciennement Lezennes) toutes deux situées sur l'artère principale d'Hellemmes, la rue Roger Salengro.

## Économie
L'industrie textile qui était une activité importante a disparu. Une des dernières entreprises présentes était l'usine Delebart-Mallet où s'est déroulé en 2001 un long conflit social qui a donné lieu au film 300 jours de colère.
Le plus important employeur d'Hellemmes en 2021 est le technicentre SNCF avec 1000 salariés.